# Kamenica (Eslováquia)
Kamenica é um município da Eslováquia, situado no distrito de Sabinov, na região de Prešov. Tem 20,17 km² de área e sua população em 2018 foi estimada em 1.806 habitantes.

## Demografia
| Ano:        | 1994 | 2004   | 2014   | 2024   |
| ----------- | ---- | ------ | ------ | ------ |
| Broj ljudi: | 1815 | 1868   | 1817   | 1791   |
| Razlika:    |      | +2,92% | -2,73% | -1,43% |

| Ano:               | 2023 | 2024  |
| ------------------ | ---- | ----- |
| Número de pessoas: | 1800 | 1791  |
| Diferença:         |      | -0,5% |